# 형서

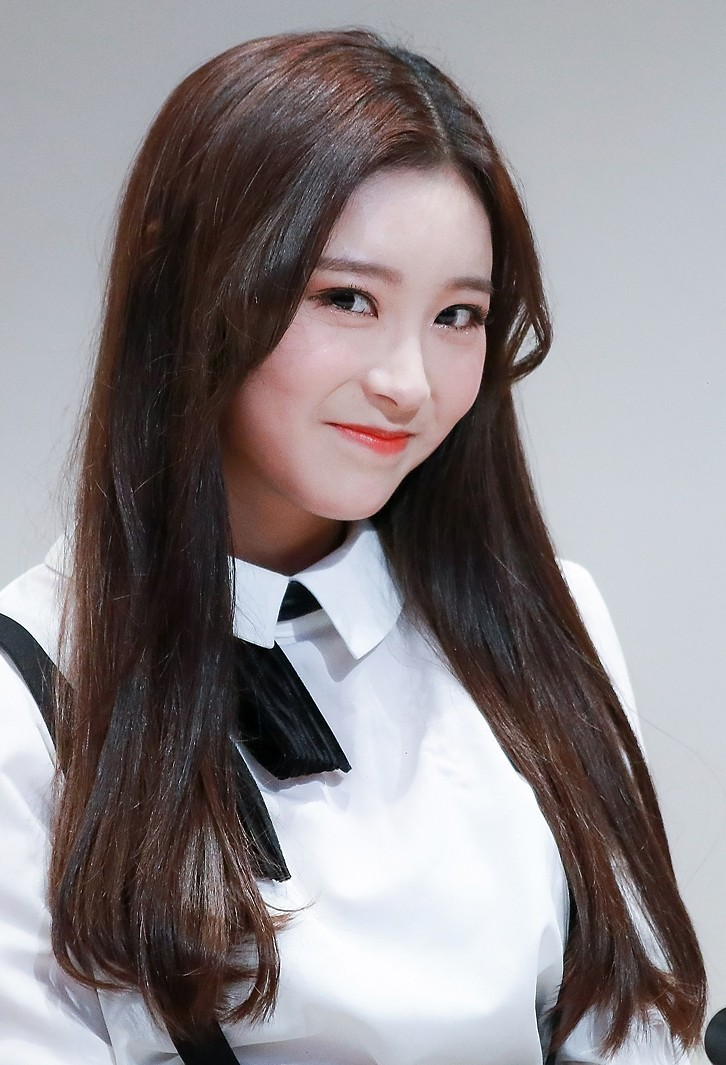
2017년 12월 24일 당시의 형서

형서(본명: 명형서, 明炯瑞, 2001년 6월 25일~)는 대한민국의 가수 및 배우이다. 2017년부터 2020년까지 버스터즈 멤버로 활동했고, MBC 오디션 프로그램 《방과후 설렘》에 참가해 클라씨로 재데뷔했다. 리드보컬로 활동하고 있다.

## 생애

### 데뷔 전
어머니가 길을 가다가 항아리에 열매를 가득 담는 태몽을 꾸었다. 초등학교 4학년 때 피겨스케이팅을 배우다가 포기했다. 이 일을 계기로 어려움을 극복하고 성공한 김연아를 롤모델로 삼았다. 6년 동안 미국 텍사스주 휴스턴에서 유학하면서 뛰어난 영어 실력을 갖추게 되었다. 이승기와 김연아가 부른 〈Smile Boy〉를 듣고 가수의 꿈을 품었다. 길거리 캐스팅으로 연습생이 되어 연기를 배우기 시작했다.
2016년 4월 1일 방영된 MBC 《드림주니어》 24회에 출연해 유치원 교사 체험을 했다. 이날 방송에서 "교사인 어머니가 아이들을 가르치는 모습을 보고 유치원 교사가 되고 싶다는 꿈을 꾸게 되었다"면서 "귀엽고 천진난만한 아이들을 보는 것만으로도 즐거운데 그런 아이들을 가르치는 유치원 교사가 되고 싶습니다"라고 장래희망을 말했다. 이해 여름에 EBS에서 12대 하니를 뽑는 'New 하니를 찾아라' 에 응모해 오디션을 치르는 50인에 포함되었고, 45번 참가자로 도전했으나 최종 10인 후보에 포함되지는 못했다. 한림연예예술고등학교 연예과 9기 학생이었다.

### 버스터즈(2017~2020)
노래에 관심이 많았던 형서는 에이전시로부터 연기와 아이돌 활동을 병행할 수 있다며 버스터즈 오디션 참가를 제안받자 오디션에 지원했다. 오디션에서 막춤을 추기도 했다. 오디션 합격 후 처음으로 춤과 노래를 배웠고, 초반에는 포기하고 싶다고 생각할 정도로 어려워했지만 버스터즈 멤버들의 격려로 흥미를 붙였다.
2017년 11월 27일 싱글 앨범 《내꿈꿔》로 정식 데뷔했다. 당시 버스터즈는 최연소 걸그룹이었다. 형서는 메인보컬 역할을 맡았다. 11월 28일 SBS MTV 더 쇼에서 첫 데뷔 무대에 오른 날에 청심환을 먹을 정도로 긴장을 많이 했다. 같은 날 오후 63빌딩 2층 컨벤션홀에서 진행된 제25회 대한민국문화연예대상 시상식에서 버스터즈 멤버들과 함께 K팝 부문 신인상을 받았다.
2018년 모바일 게임 마블 퓨처파이트 캐릭터인 루나 스노우 OST 〈Tonight〉을 불렀고, 2월 19일 뮤직비디오가 공개되었다. 마블 엔터테인먼트에서 12월 29일 〈I Really Wanna〉음원을, 2019년 10월 26일 〈Tonight〉 리믹스 음원을 공개했다.
2018년 하반기에 버스터즈가 모바일 게임 나이츠크로니클의 광고 모델이 되었을 때 버스터즈 동료 채연과 함께 홍보 영상을 촬영했다. 연말 나이츠크로니클 운영진 간담회에도 버스터즈 멤버들과 함께 참가해 사인회와 경품 추첨 이벤트를 진행했다.
2018년 11월 28일에 개최된 제26회 대한민국문화연예대상 시상식에서 버스터즈에게 수여된 K팝 부문 본상을 받았다. 12월 23일 청담동 일지아트홀에서 열린 ‘백청강의 위대한 크리스마스 콘서트’에서 게스트로 출연해 아델의 〈Someone like You〉를 불렀다.
2019년 3월 동안 버스터즈에 합류한지 얼마 되지 않은 예서와 함께 모두의 마블 실시간 쿠폰방송 《모마 핫타임》을 진행했다. 4월 4일 공개된 더 히든의 〈누구땜에〉 뮤직비디오에 출연했다. 4월부터 8월까지 버스터즈 멤버 민지와 함께 유튜브 채널 뷰어스TV의 나눔 정보 프로그램 《위어스토리》 진행을 맡았다. 웹드라마 《에이틴2》에도 둘이 같이 출연했다.
SBS 《요리조리 달콤한 수업》 193회(2019년 6월 10일)부터 채연의 뒤를 이어 6대 달콤언니로 출연했다. 버스터즈를 탈퇴한 후에도 《방과후 설렘》 참가를 앞둔 411회(2021년 9월 29일)까지 출연해 역대 최장수 달콤언니 기록을 가지고 있다.
훗날 르세라핌으로 데뷔한 허윤진과 같이 8월에 한림예고를 영어로 소개하는 영상을 찍었다. 8월부터 투니버스에서 방영된 드라마 《엑스가리온》 신토리 역으로 26회까지 출연했다. 형서는 《엑스가리온》에 꼭 출연하고 싶다는 생각에 오디션 때 발차기를 선보이기도 했다.
10월 18일 버스터즈 멤버들과 함께 1년 동안 OBS 주니어방송기자단 ‘Media K-scout’ 홍보대사로 위촉되었다. 11월 3일  서울 중구 청소년수련관에서 팬 사인회를 개최할 때 리그 오브 레전드 캐릭터 럭스로 코스프레하기도 했다. 스누퍼 멤버 상일과 함께 MBN 드라마 《설렘주의보》 OST 〈두 번째 설레임〉을 녹음했다. 음원은 11월 14일에 공개되었다. 11월 15일 서울 잠신고등학교에서 수능을 치렀다.
2020년 2월 7일 한림연예예술고등학교를 졸업하면서 김영소, 전소미, 이채령, 신류진과 같이 공로상을 수상했다.
2020년 3월 29일 팬들에게 보내는 자필 편지를 통해 학업에 집중하며 연기 공부를 하기 위해 버스터즈를 탈퇴한다고 밝히면서 2년 4개월 동안의 버스터즈 활동을 마무리했다.

### 《방과후 설렘》 참가
2021년 10월 31일부터 2022년 2월 27일까지 《방과후 설렘》과 프리퀄  《등교전 망설임》에 출연해 재데뷔에 성공하고 클라씨로 활동하게 되었다.
《등교전 망설임》
마지막 기회라고 생각하고 최선을 다해서 후회 없는 시간을 보낼 것입니다.— 《등교전 망설임》 4-2에서 공개된 《방과후 설렘》 지원서 내용

《방과후 설렘》 프리퀄인 《등교전 망설임》 인터뷰에서 “21살이면 아이돌 할 나이냐. 다른 거 해라”라거나 "주변에서 아이돌이 되기에 나이가 많다"는 말을 들었다고 했다. 참가 지원서에서 마지막 기회로 생각하고 최선을 다하겠다는 각오를 드러냈다.
《방과후 설렘》 타이틀곡 〈SAME SAME DIFFERENT〉 안무 숙지가 4학년 학생 중에 늦은 편이어서 이수빈, 강은우, 전유은, 김유연, 이하영과 함께 다시 연습했다. 아이키에게 박수받을 만하게 연습해오라는 말을 들었다.
제작진이 입학식 무대 준비를 위해 같은 학년에서 스스로 팀을 정하라고 하자, 혼자서 하면 보여줄 수 있는 것이 많을 것 같아서 솔로로 나갈지 고민했다. 그러나 김하리, 최수민, 웨이, 장이한과 함께 '라스트 찬스' 팀을 결성하고 (여자)아이들의 《I am》 타이틀곡 LATATA를 선곡했다. 팀원들에게 리더를 정하자고 제안했으나 자원하는 사람이 없자 자신이 리더를 맡아 파트를 배분했다. 첫번째 중간 점검에서 전체적으로 호평을 받았지만 웨이가 더 잘 보이게 해달라는 지적을 받았다.
중간 평가 후에 웨이의 박자와 동작을 교정해 주었다. 두 번째 중간 평가에서 아이키에게 완성도가 훨씬 좋아졌다는 평을 들었다.
입학시험
아이돌 아니면 다른 건 전혀 상상하고 싶지도 않고, 하고 싶지도 않아요. 그때만큼 행복했던 적이 없었던 것 같아요.— 《방과후 설렘》 1회 인터뷰 내용.  참가 이유를 묻는 제작진에게 한 말.

무대로 들어오기 전에 입학처 실장 역할을 맡은 장도연에게는 “이번이 마지막 기회라 생각해서 뭉친 팀”이라고 했다. 제작진과의 사전 인터뷰에서 지원 이유에 대해 “걸그룹을 탈퇴할 때는 다른 분야에서 열심히 하면 괜찮다고 생각했는데, 다른 걸그룹들을 보니 '나도 저렇게 하고 싶었는데'라는 생각이 들었고, '이렇게 후회할 바에는 차라리 하고 나서 후회하자'라는 생각으로 다시 도전하게 되었”다고 말했다.
라스트 찬스 팀의 입학식 무대가 끝난 후 심사위원 옥주현은 명형서에 대해 "음색을 예쁘게 돋보이게 하는 방법을 프로답게 알고 있다"고 했다. 명형서는 팀원 중에서 유일하게 심사위원 전원의 표를 받았다.
| 경연곡 : (여자)아이들 〈LATATA〉 | 경연곡 : (여자)아이들 〈LATATA〉 | 경연곡 : (여자)아이들 〈LATATA〉 | 경연곡 : (여자)아이들 〈LATATA〉 | 경연곡 : (여자)아이들 〈LATATA〉 | 경연곡 : (여자)아이들 〈LATATA〉 |
| 입학시험 무대 풀버전 영상        | 입학시험 무대 풀버전 영상        | 입학시험 무대 풀버전 영상        | 입학시험 무대 풀버전 영상        | 입학시험 무대 풀버전 영상        | 입학시험 무대 풀버전 영상        |
| -------------------------------- | -------------------------------- | -------------------------------- | -------------------------------- | -------------------------------- | -------------------------------- |
| 이름                             | 장이한                           | 명형서                           | 김하리                           | 최수민                           | 웨이                             |
| 심사위원 투표                    | 1                                | 4                                | 3                                | 3                                | 1                                |

  합격     탈락
1학기 중간고사(학년대항전)
숙소에 입소한 직후 김유연, 윤채원과 같이 안경을 쓴 모습이 방영되자 셋은 팬들에게 ‘안경즈’로 불렸다.
1학기 중간고사 1라운드 무대 시작 전에 발표된 온라인 투표 순위에서 8등으로 호명되었다. 3학년 무대 리허설을 본 후 인터뷰에서 "3학년은 에너지가 넘치고 지치지 않는 느낌이 들어서 걱정됐어요"라고 했다. 전소연의 지시에 따라 약점을 보완한 4학년이 승리한 뒤 명형서는 인터뷰에서 "4학년을 제대로 보여 준 느낌"이라고 했다. 4학년 개별투표 결과 3등을 차지했다.
| 중간고사 1라운드 무대 풀버전 영상 | 중간고사 1라운드 무대 풀버전 영상 | 중간고사 1라운드 무대 풀버전 영상 |
| --------------------------------- | --------------------------------- | --------------------------------- |
| 3학년                             | 현장투표 점수                     | 4학년                             |
| 블랙핑크 〈Pretty Savage〉        | 492 : 634                         | 에스파 〈Balck Mamba〉            |

| 김다솜 | 김유연 | 김인혜 | 김하리 | 명형서 | 송예림 | 윤채원 | 이미희 | 이유민 | 홍혜주 |
| 10     | 5      | 7      | 6      | 3      | 9      | 1      | 4      | 8      | 2      |

4학년 개별투표 1등이 된 윤채원이 2라운드에서 10등 김다솜의 생존을 걸고 3학년 최윤정과 에이스 대결을 펼치게 되자, 춤에 비교적 약한 윤채원은 걱정을 많이 하다 눈물을 흘렸다. 명형서는 "이게 스우파가 아니잖아. 네가 굳이 춤을 보여줘야 한다는 생각으로 할 필요는 없어"라고 말하며 윤채원을 격려했다. 에이스전이 끝난 후 인터뷰에서 "(채원이가) 찢었어요"라고 했다. "채원이가 안 이기면 누가 이기지?"라고도 했다.
1학기 기말고사(콘셉트 평가)
컨셉 배틀로 진행된 기말고사에서 2학년을 꺾고 올라온 1학년 학생과 같은 무대에서 현장 개별 투표로 경쟁하게 되었다.김유연, 윤채원과 함께 예쁜 애 팀을 선택해 1학년 정유주, 보미세라, 윤승주와 함께 아이즈원의 〈라비앙 로즈〉로 기말고사 무대를 준비했다.
예쁜 애 팀은 4학년 학생들이 설렘 파트(킬링 파트)를 가져간다는 전제로 파트를 정했으나, 중간평가에서 1학년 학생들에게 설렘 파트가 배분되었다. 전소연이 다시 파트 배분을 했고, 기말고사 무대에서는 4학년이 더 많은 표를 받았다.
| 경연곡 : 아이즈원 〈라비앙 로즈〉  | 경연곡 : 아이즈원 〈라비앙 로즈〉  | 경연곡 : 아이즈원 〈라비앙 로즈〉  | 경연곡 : 아이즈원 〈라비앙 로즈〉  | 경연곡 : 아이즈원 〈라비앙 로즈〉  | 경연곡 : 아이즈원 〈라비앙 로즈〉  | 경연곡 : 아이즈원 〈라비앙 로즈〉  |
| 1·4학년 '예쁜 애' 무대 풀버전 영상 | 1·4학년 '예쁜 애' 무대 풀버전 영상 | 1·4학년 '예쁜 애' 무대 풀버전 영상 | 1·4학년 '예쁜 애' 무대 풀버전 영상 | 1·4학년 '예쁜 애' 무대 풀버전 영상 | 1·4학년 '예쁜 애' 무대 풀버전 영상 | 1·4학년 '예쁜 애' 무대 풀버전 영상 |
| ---------------------------------- | ---------------------------------- | ---------------------------------- | ---------------------------------- | ---------------------------------- | ---------------------------------- | ---------------------------------- |
| 1학년                              | 1학년                              | 1학년                              | 현장투표 점수                      | 4학년                              | 4학년                              | 4학년                              |
| 윤승주                             | 보미세라                           | 정유주                             | 현장투표 점수                      | 김유연                             | 명형서                             | 윤채원                             |
| 144                                | 116                                | 81                                 | 341 : 354                          | 82                                 | 131                                | 141                                |

2학기 중간고사(학년 연합 배틀)
3·4학년 보컬 포지션 배틀에 출전했다. 연습기간 중에 4학년 숙소생활 영상을 촬영했다. 룸메이트 김인혜가 먼저 촬영하면서 목소리 출연을 해달라고 하자 “4학년 귀요미 홍혜주에요”라고 장난을 쳤다. 뒤이어 홍혜주와 같이 찍을 때 홍혜주가 보여 드릴 게 없다고 하자 “우리 둘의 케미를 보여드리면 돼”라고 하고는 둘이서 수십 분 동안 떠들었다. 결국 기다리다 못한 제작진이 카메라를 회수했다.
무대 직전의 순위 발표에서 1학기 중간고사 때보다 한 단계 오른 7위를 차지했다.
무대를 시작하기 전에 사회자 윤균상이 이영채에게 3·4학년 멤버를 알았을 때 기분이 어땠냐고 묻자, 이영채는 "이길 수 있을지 걱정했는데 지금은 별로 신경 쓰이지 않는 것 같습니다"라고 했다. 명형서는 저희도 만만치 않다면서 "그 말은 취소하게 될 것 같아요"라고 했다.
3·4학년 팀 무대에서는 이지우의 음이탈 실수가 있었으나 1·2학년 팀은 고음을 안정적으로 잘 소화했기 때문에 3·4학년 팀이 패했다.
| 1·2학년 무대 풀버전 영상      | 1·2학년 무대 풀버전 영상      | 1·2학년 무대 풀버전 영상      | 1·2학년 무대 풀버전 영상      |               | 3·4학년 무대 풀버전 영상 | 3·4학년 무대 풀버전 영상 | 3·4학년 무대 풀버전 영상 | 3·4학년 무대 풀버전 영상 |
| ----------------------------- | ----------------------------- | ----------------------------- | ----------------------------- | ------------- | ------------------------ | ------------------------ | ------------------------ | ------------------------ |
| 1·2학년 마마무 〈데칼코마니〉 | 1·2학년 마마무 〈데칼코마니〉 | 1·2학년 마마무 〈데칼코마니〉 | 1·2학년 마마무 〈데칼코마니〉 | 현장투표 점수 | 3·4학년 태연 〈I〉       | 3·4학년 태연 〈I〉       | 3·4학년 태연 〈I〉       | 3·4학년 태연 〈I〉       |
| 박보은                        | 이영채                        | 김리원                        | 원지민                        | 830 : 170     | 김수혜                   | 이지우                   | 명형서                   | 윤채원                   |

  1학년     2학년     3학년     4학년
2학기 기말고사(데뷔조 선발전)
4학년에게 배정된 데뷔조 2자리를 두고 4학년 학생끼리 경쟁했다. 여자친구의 〈밤〉을 선택하고 싶어했지만 전체 2위 김유연도 〈밤〉을 하고 싶다고 해서 망설였다. 그러나 전체 1위 윤채원이 (여자)아이들의 〈Uh-Oh〉를 택하자 결국 〈밤〉을 선택했다. 중간평가에서 음이탈이 나서 목이 안 좋다고 사과하자, 전소연으로부터 목 상태도 실력이라는 지적을 받았다. 다시 노래를 부른 후 잘하고 있다는 평가를 받았다.
무대 전 4학년 학생이 단체로 기합을 지를 때 혼자서 목소리가 갈라진 소리를 내 주위 사람들을 웃게 만들었다. 현장투표에서 4학년 1위를 차지한 후 사회자 윤균상이 소감을 묻자 감격으로 말을 잇지 못했다. 무대 후 인터뷰에서 감동적이었다면서 "데뷔조 자리를 더 욕심나게 만든 등수"라고 했다. 그러나 데뷔조 선발 점수는 현장투표 40%, 온라인 투표 60%로 집계했기 때문에 데뷔조에 들지는 못했다. 파이널 생방송이 끝난 뒤 보이스 팬미팅에서 《방과후 설렘》 무대 중에 가장 좋았던 무대로 〈밤〉을 꼽았다.
| 경연곡 : 여자친구 〈밤〉 · (여자)아이들 〈Uh-Oh〉 | 경연곡 : 여자친구 〈밤〉 · (여자)아이들 〈Uh-Oh〉 | 경연곡 : 여자친구 〈밤〉 · (여자)아이들 〈Uh-Oh〉 | 경연곡 : 여자친구 〈밤〉 · (여자)아이들 〈Uh-Oh〉 | 경연곡 : 여자친구 〈밤〉 · (여자)아이들 〈Uh-Oh〉 | 경연곡 : 여자친구 〈밤〉 · (여자)아이들 〈Uh-Oh〉 | 경연곡 : 여자친구 〈밤〉 · (여자)아이들 〈Uh-Oh〉 | 경연곡 : 여자친구 〈밤〉 · (여자)아이들 〈Uh-Oh〉 |
| 4학년 무대 풀버전 영상                            | 4학년 무대 풀버전 영상                            | 4학년 무대 풀버전 영상                            | 4학년 무대 풀버전 영상                            | 4학년 무대 풀버전 영상                            | 4학년 무대 풀버전 영상                            | 4학년 무대 풀버전 영상                            | 4학년 무대 풀버전 영상                            |
| ------------------------------------------------- | ------------------------------------------------- | ------------------------------------------------- | ------------------------------------------------- | ------------------------------------------------- | ------------------------------------------------- | ------------------------------------------------- | ------------------------------------------------- |
| 김유연                                            | 김하리                                            | 명형서                                            | 이미희                                            | 김인혜                                            | 송예림                                            | 윤채원                                            | 홍혜주                                            |
| 6                                                 | 7                                                 | 1                                                 | 3                                                 | 3                                                 | 8                                                 | 2                                                 | 5                                                 |

| 첫번째 데뷔조 명단 |        |        |        |        |        |        |
| 박보은             | 김선유 | 김리원 | 김윤서 | 김현희 | 김유연 | 윤채원 |

세미파이널(데뷔조 자리 뺏기)
데뷔조 학생 중에서 김리원을 도전 상대로 선택했다. 김리원이 자신 있는 노래로 고른 트와이스의 〈Feel Special〉을 공개하고 노래를 부르자, 김리원에게 도전하려 했던 김수빈과 윤승주는 성숙한 내용에 사연이 담겨 있는 곡이라 소화하기 쉽지 않다고 여기고 도전 상대를 박보은으로 바꾸었다. 이영채도 김리원 노래를 듣고는 도전 상대를 김윤서로 바꾸었다. 그러나 명형서는 도리어 좋아하면서 선택을 바꾸지 않았다.
윤균상에 의해 도전조 학생들이 데뷔조 학생들과 겨루기 전에 A팀과 B팀으로 나뉘어 대결한다는 사실이 공개되었다. 코끼리코 10바퀴를 돌고 곡을 고를 때 원지민보다 먼저 달려가 도전조 A팀 노래인 에버글로우의 〈DUN DUN〉을 선택하고 좋아했으나, 10바퀴를 다 돌지 않고 성급하게 왔기 때문에 원지민에게 자리를 내주고 B팀 노래인 ITZY의 〈마.피.아. In the morning〉 무대를 준비하게 되었다.
릴레이 다리 찢기 게임으로 도전조 A·B 선후공을 결정할 때 뻣뻣해서 다리를 잘 찢지 못했다. 최윤정이 더 앞으로 가도 된다고 하자 "나 못해!"라면서 힘겨워했다. 최윤정이 좀더 길이를 늘리려고 명형서를 앞으로 끌었으나, 견디지 못하고 오히려 최윤정에게 뒤로 오라고 했다. B팀  차례가 끝나고 홍혜주와 최윤정의 부축을 받으며 겨우 나갔다.
| 도전조 A팀 : B팀 무대 풀버전 영상 | 도전조 A팀 : B팀 무대 풀버전 영상 | 도전조 A팀 : B팀 무대 풀버전 영상 | 도전조 A팀 : B팀 무대 풀버전 영상 | 도전조 A팀 : B팀 무대 풀버전 영상 | 도전조 A팀 : B팀 무대 풀버전 영상 | 도전조 A팀 : B팀 무대 풀버전 영상 | 도전조 A팀 : B팀 무대 풀버전 영상 | 도전조 A팀 : B팀 무대 풀버전 영상          | 도전조 A팀 : B팀 무대 풀버전 영상          | 도전조 A팀 : B팀 무대 풀버전 영상          | 도전조 A팀 : B팀 무대 풀버전 영상          | 도전조 A팀 : B팀 무대 풀버전 영상          | 도전조 A팀 : B팀 무대 풀버전 영상          | 도전조 A팀 : B팀 무대 풀버전 영상          |
| --------------------------------- | --------------------------------- | --------------------------------- | --------------------------------- | --------------------------------- | --------------------------------- | --------------------------------- | --------------------------------- | ------------------------------------------ | ------------------------------------------ | ------------------------------------------ | ------------------------------------------ | ------------------------------------------ | ------------------------------------------ | ------------------------------------------ |
| 도전조 A 에버글로우 〈DUN DUN〉   | 도전조 A 에버글로우 〈DUN DUN〉   | 도전조 A 에버글로우 〈DUN DUN〉   | 도전조 A 에버글로우 〈DUN DUN〉   | 도전조 A 에버글로우 〈DUN DUN〉   | 도전조 A 에버글로우 〈DUN DUN〉   | 도전조 A 에버글로우 〈DUN DUN〉   | 심사위원 점수                     | 도전조 B ITZY 〈마.피.아. In the morning〉 | 도전조 B ITZY 〈마.피.아. In the morning〉 | 도전조 B ITZY 〈마.피.아. In the morning〉 | 도전조 B ITZY 〈마.피.아. In the morning〉 | 도전조 B ITZY 〈마.피.아. In the morning〉 | 도전조 B ITZY 〈마.피.아. In the morning〉 | 도전조 B ITZY 〈마.피.아. In the morning〉 |
| 김수빈                            | 이영채                            | 원지민                            | 오지은                            | 김하리                            | 이미희                            | 김인혜                            | 282 : 356                         | 윤승주                                     | 미나미                                     | 이지우                                     | 이태림                                     | 최윤정                                     | 명형서                                     | 홍혜주                                     |

  1학년     2학년     3학년     4학년

도전조 대결에서 홍혜주의 대활약으로 B팀이 이겼기 때문에 트와이스의 〈Feel Special〉로 김리원과 겨루게 되었다. 제작진과의 인터뷰에서 "이 노래가 희망을 주는 노래이기도 하지만, 내면에 슬픔이 있는 노래라고 생각을 해서 그 자체를 표현하고 싶었다"고 했다. 전소연은 중간 평가 후 명형서에게 "3명(김리원·명형서·원지민) 중에서 가장 잘 표현할 수 있는 사람인 것 같다"면서 "겪었던 일들을 생각하면서 부르면 잘 표현할 것 같아"라고 했다. 세미파이널에서 데뷔조 자리뺏기 무대가 끝난 후 전소연은 〈Feel Special〉을 두고 "형서 이야기 같다"고 했다. 대결에서 이긴 후 처음으로 데뷔조에 들었으며, 감정을 주체하지 못하고 기쁨의 눈물을 흘렸다.
| 경연곡 : 트와이스 〈Feel Special〉 | 경연곡 : 트와이스 〈Feel Special〉 | 경연곡 : 트와이스 〈Feel Special〉 |
| 김리원·명형서 무대 풀버전 영상     | 김리원·명형서 무대 풀버전 영상     | 김리원·명형서 무대 풀버전 영상     |
| ---------------------------------- | ---------------------------------- | ---------------------------------- |
| 데뷔조                             | 현장투표 점수                      | 도전조                             |
| 김리원                             | 282 : 356                          | 명형서                             |

| 두번째 데뷔조 명단 |        |        |        |        |        |      |
| 박보은             | 미나미 | 최윤정 | 김유연 | 명형서 | 윤채원 | 혜주 |

특별활동
우리 꼭 같은 무대에서 또다시 만났으면 좋겠어요.— 케플러 멤버 강예서. 《방과후 설렘》 특별활동 1호팬 영상편지에서

빨리 데뷔해서 영상통화 팬사인회를 해달라는 팬 요청에 명형서가 슈퍼스타 역할을 하고, 특별활동 공동 진행자인 오마이걸 승희가 팬 역할을 맡아 영상통화 시뮬레이션을 했다. 둘 다 매우 능숙해서 지켜보던 이특과 신동이 감탄할 정도로 잘하는 모습을 보여주었다.
원지민 팬이 음계 올리기 게임하는 모습이 보고 싶다고 요청했다. 승희가 '안녕 클레오파트라 게임'으로 원지민과 대결할 참가자를 찾자 스스로 나서서 겨루었다. 만만치 않은 고음을 선보였지만 원지민이 돌고래 소리 같은 엄청난 고음을 내자 포기하겠다며 원지민의 승리를 인정했다.
‘고요 속의 외침’ 게임에서 세 팀 모두 문제를 제대로 맞추지 못하자 이특과 신동이 시범을 보여주었다. 이태림과 둘이서 다시 게임을 할 때 있는 힘껏 목청을 높여서 문제를 말해 이태림이 모두 맞췄다.
버스터즈로 함께 활동했다가 《걸스플래닛999 : 소녀대전》에서 케플러로 먼저 재데뷔한 예서가 1호팬 영상편지를 보내 “서바이벌 프로그램의 어려움을 알기에 걱정했지만, 지금도 잘 하고 있고 데뷔해서 같은 무대에서 우리 꼭 또다시 만났으면 좋겠어요”라고 했다. 감정에 북받쳐 눈물을 흘리자 옆에 있던 이미희가 위로해 주었다.
겨울캠프(온라인 팬미팅)
2022년 동계 올림픽으로 11회·12회 방송이 연기되어 네이버 나우에서 방영한 온라인 팬미팅에 참가했다. 2월 3일 옥주현이 코로나 19 확진 판정을 받았기 때문에 자가격리되어 2월 6일 방영한 첫 번째 온라인 팬미팅에는 출연하지 못했다.
2월 13일 오후 9시에 방영한 두 번째 온라인 팬미팅에서는 사진의 일부만 보여주고 대상 인물을 맞히는 퀴즈에서 트와이스 사나 문제를 맞추었다. 노래방 타임에서는 빅뱅의 뱅뱅뱅을 이지우, 미나미, 원지민, 오지은, 김현희와 같이 불렀다. 팀원 자랑 시간에서는 ‘윈’ 팀을 대표해 다른 멤버들을 자랑하는 역할을 맡았다. 제한시간 100초가 끝나기 직전에 시간을 다 쓰고 다른 팀에 넘기려고 했으나, 제한시간을 넘기는 바람에 윈 팀은 탈락했다. 온라인 팬미팅 종료 후 오후 11시 20분부터 네이버 바이브 보이스 팬미팅으로 팬들과 소통하는 시간을 가졌다.
졸업여행
파이널 진출자들과 함께 졸업여행으로 속초에 갔다. 숙소에서 진행된 진실게임에서 김유연에게 자신한테 짜증난 적이 있는지 물었다. 김유연이 "너무 많다"고 했고 거짓말 탐지기에서도 진실 판정이 나왔다. 김유연이 명형서에게서 카톡 메시지나 전화가 많이 온다고 하자, 명형서는 김유연이 카톡 메시지를 더 많이 보냈다고 주장했다. 김유연이 자기는 조용한 걸 좋아하는데 형서는 말이 많다고 하자, 이미희가 김유연에게 "너도 진짜 말 많잖아"라고 해서 논란이 일단락되었다.
노래자랑 시간에 데뷔조 멤버가 오렌지캬라멜의 〈까탈레나〉를 부를 때 명형서가 특히 떠들썩하게 불렀다.
베네핏 5만 점이 걸린 생방송 무대에서 공연할 신곡 〈LIONS〉와 〈SONIC BOOM〉이 공개되자, 명형서가 있는 데뷔조는 신곡 선택권을 사용해 〈SONIC BOOM〉을 골랐다. 도전조가 이미희 주도로 순조롭게 준비하는 반면, 데뷔조는 춤을 잘 추는 참가자가 적어 안무를 어려워해 분위기가 가라앉았다. 명형서는 할 수 있다고 하면서 원형으로 서서 서로의 모습을 봐주자고 하고, 엄청난 반전을 보여주자며 격려했다. 제작진과의 인터뷰에서 “아슬아슬한 순위이기 때문에 베네핏을 얻지 못하면 최종 데뷔조에 들어가지 못할 것 같다”고 했다.
《쇼! 음악중심》 출연
2월 26일 방영된 《쇼! 음악중심》 756회에 파이널 진출 참가자들과 공동 출연했다. 제이위버 〈Jtrap〉 무대가 끝난 후 진행된 단체 인터뷰에서 김유연이 “내일 도전조와 데뷔조로 나누어서 신곡으로 경연을 하게 되는데요”라고 하자, 바로 이어받아서 "그 무대를 미리보기로 공개해 드릴 예정입니다"라고 했다. 도전조 무대가 끝난 후에 데뷔조 멤버들과 신곡 〈SONIC BOOM〉 1절 부분을 공연했다.
파이널 생방송
2월 27일 파이널 생방송에서 신곡 〈DREAMING〉 무대를 마치고 공개된 온라인 투표 순위에서 62684.0점으로 6위를 차지했다. 심사 결과 데뷔조가 도전조에게 패했다.
| 무대 영상 : 〈DREAMING〉 · 〈SONIC BOOM〉          | 무대 영상 : 〈DREAMING〉 · 〈SONIC BOOM〉          | 무대 영상 : 〈DREAMING〉 · 〈SONIC BOOM〉          | 무대 영상 : 〈DREAMING〉 · 〈SONIC BOOM〉          | 무대 영상 : 〈DREAMING〉 · 〈SONIC BOOM〉          | 무대 영상 : 〈DREAMING〉 · 〈SONIC BOOM〉          | 무대 영상 : 〈DREAMING〉 · 〈SONIC BOOM〉          |               | 무대 영상 : 〈SUN〉 · 〈LIONS〉          | 무대 영상 : 〈SUN〉 · 〈LIONS〉          | 무대 영상 : 〈SUN〉 · 〈LIONS〉          | 무대 영상 : 〈SUN〉 · 〈LIONS〉          | 무대 영상 : 〈SUN〉 · 〈LIONS〉          | 무대 영상 : 〈SUN〉 · 〈LIONS〉          | 무대 영상 : 〈SUN〉 · 〈LIONS〉          |
| -------------------------------------------------- | -------------------------------------------------- | -------------------------------------------------- | -------------------------------------------------- | -------------------------------------------------- | -------------------------------------------------- | -------------------------------------------------- | ------------- | ---------------------------------------- | ---------------------------------------- | ---------------------------------------- | ---------------------------------------- | ---------------------------------------- | ---------------------------------------- | ---------------------------------------- |
| 데뷔조 1라운드 〈DREAMING〉 2라운드 〈SONIC BOOM〉 | 데뷔조 1라운드 〈DREAMING〉 2라운드 〈SONIC BOOM〉 | 데뷔조 1라운드 〈DREAMING〉 2라운드 〈SONIC BOOM〉 | 데뷔조 1라운드 〈DREAMING〉 2라운드 〈SONIC BOOM〉 | 데뷔조 1라운드 〈DREAMING〉 2라운드 〈SONIC BOOM〉 | 데뷔조 1라운드 〈DREAMING〉 2라운드 〈SONIC BOOM〉 | 데뷔조 1라운드 〈DREAMING〉 2라운드 〈SONIC BOOM〉 | 심사위원 점수 | 도전조 1라운드 〈SUN〉 2라운드 〈LIONS〉 | 도전조 1라운드 〈SUN〉 2라운드 〈LIONS〉 | 도전조 1라운드 〈SUN〉 2라운드 〈LIONS〉 | 도전조 1라운드 〈SUN〉 2라운드 〈LIONS〉 | 도전조 1라운드 〈SUN〉 2라운드 〈LIONS〉 | 도전조 1라운드 〈SUN〉 2라운드 〈LIONS〉 | 도전조 1라운드 〈SUN〉 2라운드 〈LIONS〉 |
| 박보은                                             | 미나미                                             | 최윤정                                             | 김유연                                             | 명형서                                             | 윤채원                                             | 홍혜주                                             | 360 : 479     | 김선유                                   | 이영채                                   | 김리원                                   | 원지민                                   | 김윤서                                   | 김현희                                   | 이미희                                   |

- 심사위원 1명이 개별 라운드 무대에 최고 100점까지 줄 수 있다.
- 옥주현은 생방송에 출연하지 못했기 때문에 아이키, 권유리, 전소연만 심사했다.
- 전소연은 도전조 1라운드곡 〈SUN〉의 작사·작곡에 참여했기에 공정성을 위해 2라운드만 평가했다. 그러므로 전체 만점은 500점이 된다.

생방송 대결에서 도전조가 승리해 베네핏 5만 점을 가져가고, 최종 데뷔조 발표식에서 4위까지 발표되어도 이름이 불리지 않자 기운 없이 앉아 있었다. 그러나 21만 7370.0점을 얻어 3위로 호명되어 클라씨 데뷔가 확정되자 감격의 눈물을 흘렸다.
이름이 불릴 줄 몰랐는데 높은 등수를 주셔서 감사하고,
 다시 데뷔라는 기회를 주셔서 너무 감사드리고,
 제가 이렇게 특별한 기회를 얻은 만큼  열심히 해서 항상 실망시키지 않고
 좋은 모습만 보여드리는 명형서가 될 수 있도록 노력할게요.— 데뷔 확정 후 소감

생방송 종료 직후 보이스 팬미팅에서 팬들에게 감사를 표하며 좋은 무대로 보답하겠다고 하고 팬 콘서트에서 만나자고 했다.
| 최종 데뷔조 명단 |        |        |        |        |        |        |
| 1위              | 2위    | 3위    | 4위    | 5위    | 6위    | 7위    |
| 원지민           | 김선유 | 명형서 | 홍혜주 | 김리원 | 박보은 | 윤채원 |

### 클라씨(2022~)
2022년 3월 19일 TV도쿄와의 인터뷰에서 "팬들의 선택으로 만들어진 그룹이기에 팬들을 실망시키지 않는 그룹이 되고 싶다"며 롤 모델은 소녀시대라고 했다. 5월 5일 미니 앨범 1집 Y 《CLASS IS OVER》 발매와 함께 클라씨 멤버로 정식 데뷔하였다.
9월 11일 방영된 2022 추석특집 아이돌스타 선수권대회에서 e스포츠 선수권대회 배틀그라운드 경기에 참가했다. 듀오 경기에서는 김리원과 같은 팀이 되었다. 김리원이 탈락한 뒤에 템페스트 멤버 태래, 화랑과 교전했다. 나중에 MCND 멤버 빅에게 탈락했다. 9월 24일 클라씨 유튜브 채널에 클라씨 최초의 브이로그 영상을 올렸다.

## 학력
- 연무중학교(졸업)
- 한림연예예술고등학교 연예학과(졸업)
- 동덕여자대학교 방송연예학과 22학번(재학)

## 음반
- 버스터즈 활동 기간 음반은 2017~2019년 버스터즈 음반 목록을 참고하십시오.
- 클라씨 음반은 클라씨 음반 목록을 참고하십시오.

## 음반 외 활동

### 뮤직비디오
| 연도 | 가수    | 음반                        | 노래         |
| ---- | ------- | --------------------------- | ------------ |
| 2019 | 더 히든 | 정규 1집 《THEHIDDEN 1733》 | 〈누구땜에〉 |

### OST
| 연도 | 노래                   | 비고                            |
| ---- | ---------------------- | ------------------------------- |
| 2018 | 〈Tonight〉            | 모바일 게임 마블 퓨처파이트 OST |
| 2018 | 〈I Really Wanna〉     | 모바일 게임 마블 퓨처파이트 OST |
| 2019 | 〈두 번째 설레임〉     | MBN 드라마 《설렘주의보》 OST   |
| 2019 | 〈Tonight〉리믹스 버전 | 모바일 게임 마블 퓨처파이트 OST |

### 드라마
| 연도 | 방송사                 | 제목             | 역할           | 비고                                               |
| ---- | ---------------------- | ---------------- | -------------- | -------------------------------------------------- |
| 2019 | 네이버TV 유튜브 V LIVE | 《에이틴2》      | 3학년 3반 학생 | 플레이리스트 제작 웹드라마 2회, 18회 카메오 출연   |
| 2019 | 투니버스               | 《엑스가리온》   | 신토리         | 26회까지 출연                                      |
| 2020 | 네이버TV 유튜브 V LIVE | 《잘 하고 싶어》 | 정민주         | 플레이리스트 제작 웹드라마 1~2회, 4~7회, 12회 출연 |

### TV 프로그램
| 출연기간              | 방송사     | 제목                       | 역할                  | 비고                             |
| --------------------- | ---------- | -------------------------- | --------------------- | -------------------------------- |
| 2016.4.1              | MBC        | 《드림주니어》             | 유치원 교사 도전 학생 | 24회 출연                        |
| 2016.8                | EBS 1TV    | 《생방송 톡!톡! 보니하니》 | 45번 참가자           | 〈NEW 하니를 찾아라〉 1회에 등장 |
| 2019.6.10~2021.9.29   | SBS        | 《요리조리 맛있는 수업》   | 6대 달콤언니          | 193~411회 출연                   |
| 2021.10.31~2021.11.23 | MBC        | 《등교전 망설임》          | 4학년 참가자          | 《방과후 설렘》 프리퀄           |
| 2021.11.31~2022.2.27  | MBC        | 《방과후 설렘》            | 4학년 참가자          | 오디션 프로그램                  |
| 2022.5.29             | SBS 파워FM | 《두시탈출 컬투쇼》        | 게스트                | 보은과 공동 출연                 |
| 2022.6.18             | SBS 파워FM | 《웬디의 영스트리트》      | 게스트                | 채원, 보은과 공동 출연           |
| 2022.9.14             | 엠넷       | 《TMI 뉴스쇼》             | 객원기자              | 혜주, 보은과 공동 출연           |